# Епархия Кабале
Епархия Кабале (лат. Dioecesis Kabalenus) — епархия Римско-Католической Церкви с центром в городе Кабале, Уганда. Епархия Кабале входит в митрополию Мбарары. Кафедральным собором епархии Кабале является церковь Доброго Пастыря в городе Кабале.

## История
1 февраля 1965 года Римский папа Павел VI издал буллу Quod Sacrum Consilium, которой учредил епархию Кабале, выделив её из епархии Мбарары.

## Ординарии епархии
- епископ Barnabas Halem 'Imana (1969 — 1994);
- епископ Robert Marie Gay (1996 — 2003);
- епископ Callistus Rubaramira (2003 — по настоящее время).

## Источник
- Annuario Pontificio, Libreria Editrice Vaticana, Città del Vaticano, 2003, ISBN 88-209-7422-3
- Булла Quod Sacrum Consilium, AAS 58 (1966), стр. 565  (лат.)